# Gräsberget
Gräsberget este o arie protejată (arie specială de conservare — SAC, sit de importanță comunitară — SCI) din Suedia întinsă pe o suprafață de 18,4 ha, integral pe uscat.

## Localizare
Centrul sitului Gräsberget este situat la coordonatele 60°53′06″N 15°40′13″E / 60.8851°N 15.6703°E.

## Înființare
Situl Gräsberget a fost declarat sit de importanță comunitară în aprilie 2003 pentru a proteja un număr necunoscut de specii din flora spontană și fauna sălbatică aflate în arealul zonei. Situl a fost protejat și ca arie specială de conservare în martie 2011.

## Biodiversitate
Situată în ecoregiunea boreală, aria protejată conține 1 habitat natural: Taiga vestică.
La baza desemnării sitului se află un număr nedeclarat de specii protejate.